# Дойче-Банк-билдинг
До́йче-Банк-би́лдинг (англ. Deutsche Bank Building, дословно — «Здание Банка Германии») — ныне несуществующий небоскрёб, стоявший с 1973 по 2011 год в Нью-Йорке, в непосредственной близости от Всемирного торгового центра (ВТЦ) по адресу Либерти-стрит, 130.

## Описание
Здание имело высоту 172,2 метра и насчитывало 40 этажей. Архитектором здания выступила фирма Shreve, Lamb & Harmon, известная тем, что создала знаменитый Эмпайр-стейт-билдинг. Площадь помещений здания — 130 000 м².

## История
Строительство здания началось в 1971 году, в 1973 году было окончено, открыто в 1974 году под именем Bankers Trust Plaza. В 1998 году его купил Банк Германии, дав зданию имя Deutsche Bank Building.

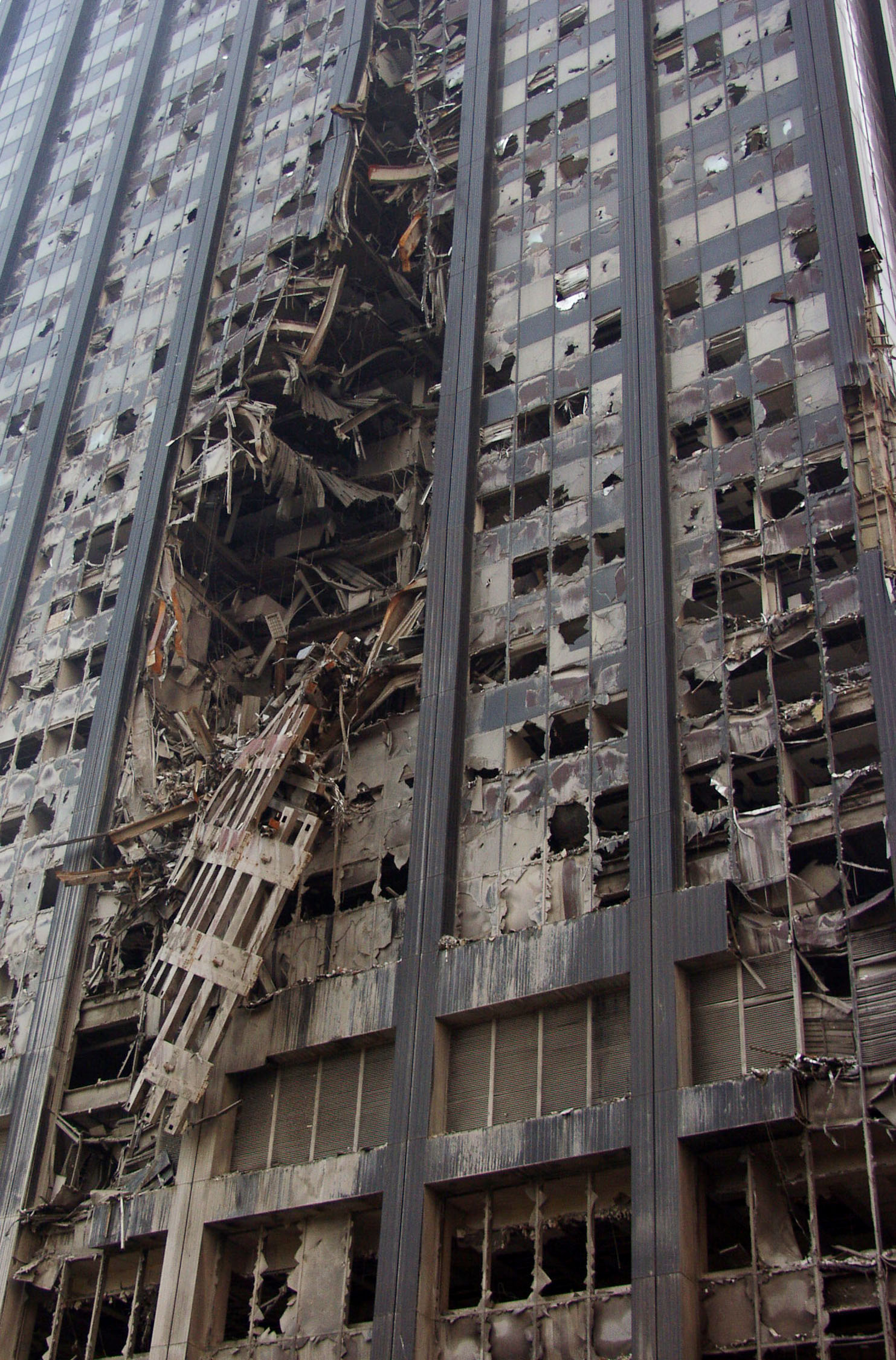
Фасад здания спустя 10 дней после атак 11 сентября. Внутри здания обломок одной из башен

11 сентября 2001 года были уничтожены башни-близнецы ВТЦ, а поскольку Deutsche Bank Building находился недалеко от центра трагедии, то получил повреждения и он, в основном пострадали этажи с 1-го по 24-й. Банк настаивал, что здание не подлежит восстановлению, в то время как страховщики уверяли, что просто требуется капитальный ремонт. Споры затянулись на два с лишним года, в течение которых здание было обтянуто сеткой, в нём никто, естественно, не работал и не находился, и за это время стало понятно, что здание всё-таки должно быть снесено.
В 2004 году было принято решение о демонтаже, тендер выиграла компания John Galt Corporation (которая раньше никогда не проводила работ подобной сложности), стоимость работ оценили в 100 миллионов долларов: столь высокая цена была связана с тем, что в здании была обнаружена токсичная пыль — асбест, диоксины, свинец, хром, марганец, кремнезём, кварц, полициклические ароматические углеводороды — на дезактивацию этих веществ пришлось 70 % стоимости всех работ. Земля, на которой стояло повреждённое здание, была продана Корпорации развития Нижнего Манхэттена за 90 миллионов долларов. 140 миллионов долларов также выплатили страховщики здания.
В сентябре 2005 года на крыше здания были обнаружены человеческие останки. В марте 2006 года ещё останки были обнаружены в самом здании — это вызвало шквал звонков от родственников тех, кто до сих пор числился пропавшими без вести в результате теракта. После этого работы по подготовке здания к сносу сильно замедлились: рабочие просеивали весь мусор, к примеру, за одну лишь неделю в апреле 2006 года ими было обнаружено около 300 человеческих костей.
Собственно демонтаж начался в марте 2007 года. 17 мая того же года по неосторожности рабочих с высоты 35-го этажа упал кусок трубы длиной около 5 метров, ранены двое пожарных. 18 августа того же года в здании, на 17-м этаже, начался пожар. К тому времени в Deutsche Bank Building осталось уже лишь 26 этажей из 40. Причина пожара — нарушение рабочими техники безопасности (курение на рабочем месте). Огонь распространился на десять этажей, в результате пожара двое пожарных, Роберт Беддиа и Джозеф Граффаджнино (оба участники ликвидации последствий теракта 9/11), погибли, около 100 пожарных получили ранения. Из-за этой трагедии все работы в полуразобранном здании были приостановлены до мая 2008 года.
Официально об окончании работ по демонтажу здания было объявлено 28 февраля 2011 года. Окончательная сумма за разбор здания составила 160 миллионов долларов. Стены фундамента и его стальные колонны, находящиеся ниже уровня улицы, были оставлены для здания, которое начало строиться на этом же месте уже спустя семь месяцев.
9 сентября того же года на очищенном месте компанией JPMorgan Chase началось возведение здания Всемирный торговый центр 5, расчётная высота которого — 42 этажа, 226 метров. После постройки фундамента строительство было заморожено. Возобновить его планировали в 2019 году, однако по состоянию на июнь 2020 года возведение здания по-прежнему заморожено.

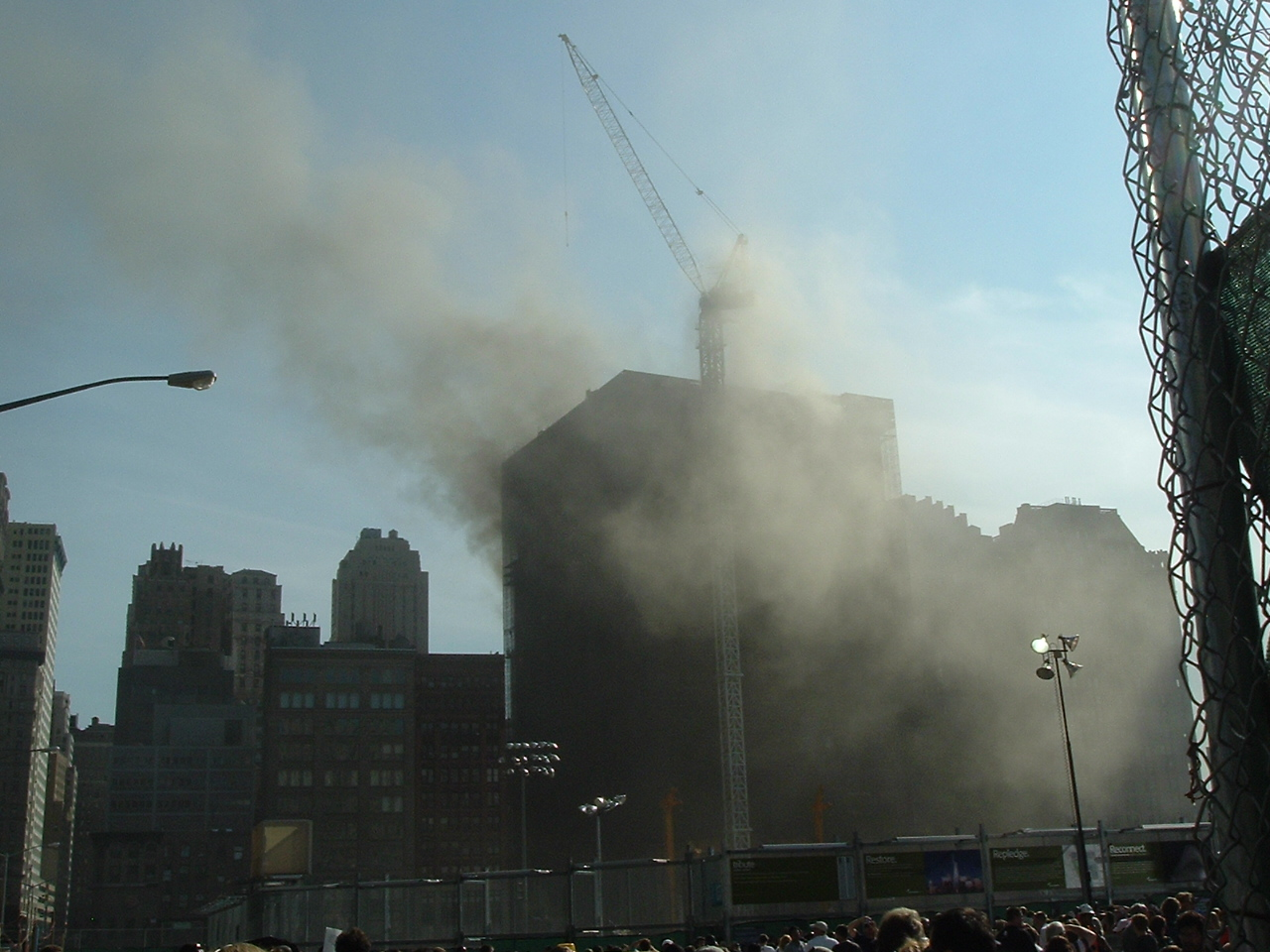
Пожар 18 августа 2007 года
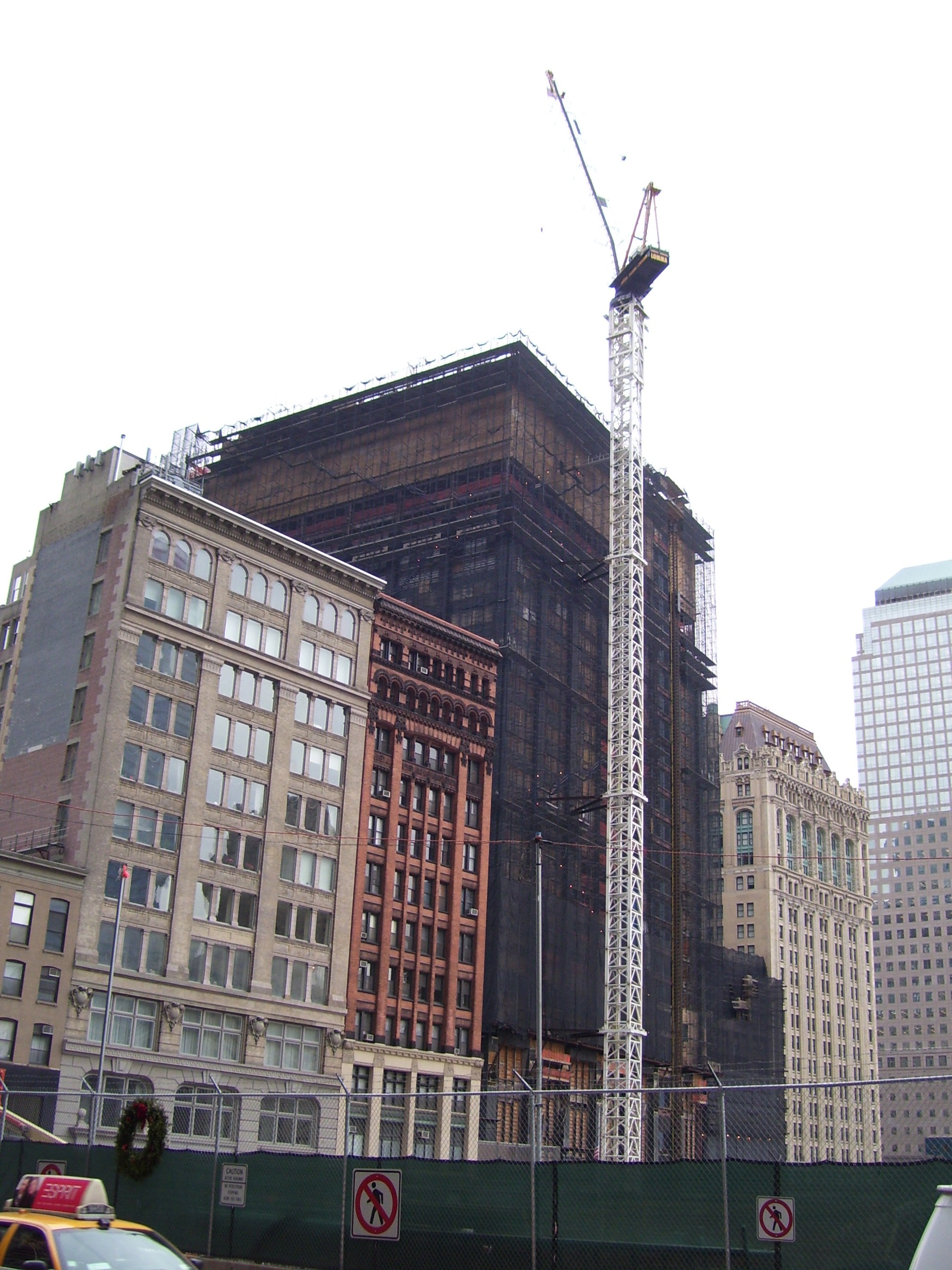
Демонтаж продолжается — январь 2008 года